# Crepis terglouensis
La   radichiella del Monte Triglav (nome scientifico  Crepis terglouensis   A.Kern., 1881 ) è una pianta angiosperma dicotiledone della famiglia delle Asteraceae.

## Etimologia
L'etimologia del nome generico (Crepis) non è molto chiara. In latino Crèpìs significa pantofola, sandalo e i frutti, di alcune specie di questo genere, sono strozzati nella parte mediana ricordando così (molto vagamente) questo tipo di calzare. Inoltre lo stesso vocabolo nell'antica Grecia indicava il legno di Sandalo.. L'epiteto specifico (terglouensis) fa riferimento al Monte Triglav (chiamato anticamente Terglou).
Il nome scientifico della specie è stato definito per la prima volta dal botanico Anton Joseph Kerner (1831-1898) nella pubblicazione " Sched. Fl. Ersicc." ( Sched. Fl. Ersicc. 61.) del 1881.

## Descrizione
Habitus. La pianta di questa specie è una erbacea perenne. La forma biologica è emicriptofita rosulata (H ros), ossia sono piante erbacee, a ciclo biologico perenne, con gemme svernanti al livello del suolo e protette dalla lettiera o dalla neve e hanno le foglie disposte a formare una rosetta basale. Gli steli contengono abbondante latice amaro.
Radici. Le radici si appoggiano ad un rizoma scuro, obliquo e breve. La superficie si presenta come mordicchiata.
Fusto. I fusti di queste piante sono generalmente semplici (poco frondosi), brevi a volte sono prostrati. La superficie può essere glabra, striata, pelosa. A volte sono presenti delle setole ghiandolose. Gli scapi fiorali sono cavi e afilli; possono originare direttamente dal rizoma. L'altezza media delle piante varia da 2 a 6 cm.
Foglie. Le foglie sono prevalentemente basali (sono ravvicinate in una pseudo-rosetta). Hanno un picciolo alato e sono più lunghe del fusto. Il contorno ha una forma lineare-spatolata; i margini sono grossolanamente lobato-incisi (i segmenti sono più o meno retrorsi). La superficie è glabra o ricoperta da qualche pelo chiaro. Le foglie in genere sono disposte in modo alterno. Dimensione delle foglie: larghezza 6 – 15 mm; lunghezza 20 – 70 mm.
Infiorescenza. L'infiorescenza è formata da un unico capolini. Ogni capolino è formato da un peduncolo che sorregge un involucro emisferico (pubescente ma non ghiandoloso) formato da 2 serie di brattee o squame disposte in modo embricato e scalato, che fanno da protezione al ricettacolo sul quale s'inseriscono i fiori ligulati. La forma delle brattee, disuguali fra le due serie (quelle interne sono più lunghe del doppio di quelle interne), è lineare-lanceolata con margini continui oppure no; la superficie è glabra sulla faccia interna, mentre all'esterno si presenta densamente ricoperta di setole scure. Il ricettacolo è piano e nudo (senza pagliette a protezione della base dei fiori, o raramente sono presenti). Dimensione del capolino: 3 – 5 cm. Diametro dell'involucro: 7 – 12 mm.
Fiori. I fiori tutti ligulati, sono tetra-ciclici (ossia sono presenti 4 verticilli: calice – corolla – androceo – gineceo) e pentameri (ogni verticillo ha in genere 5 elementi). I fiori sono ermafroditi, fertili e zigomorfi.
- Formula fiorale:

*/x K {\displaystyle \infty }, [C (5), A (5)], G 2 (infero), achenio
- Calice: i sepali del calice sono ridotti ad una coroncina di squame.
- Corolla: le corolle sono formate da una ligula terminante con 5 denti (è la parte finale dei cinque petali saldati fra di loro). Il colore dei fiori è in prevalenza giallo. La ligula è lunga 15 – 18 mm.
- Androceo: gli stami sono 5 con filamenti liberi e distinti, mentre le antere sono saldate in un manicotto (o tubo) circondante lo stilo.[14] Le antere alla base sono prive di codette. Il polline è tricolporato.[15]
- Gineceo: lo stilo è filiforme. Gli stigmi dello stilo sono due divergenti e ricurvi con la superficie stigmatica posizionata internamente (vicino alla base).[16] L'ovario è infero uniloculare formato da 2 carpelli.
- Fioritura: da luglio ad agosto.

Frutti. I frutti sono degli acheni con pappo. Il frutto consiste in un achenio chiaro o oscuro, cilindrico o fusiforme (non compresso), con varie coste (da 10 a 13), con la superficie trasversalmente tubercolata (il becco è assente). Il pappo è soffice (ma tenace) formato da peli semplici (non ramificati) di colore generalmente bianco (o bianco sporco quasi giallastro) disposti su più serie. In uno stesso capolino i frutti possono essere monomorfici (tutti uguali) oppure dimorfi (generalmente quelli interni differiscono da quelli più esterni o periferici). Dimensione degli acheni: 3,5 – 5 mm. Lunghezza del pappo: 8 mm.

## Biologia
- Impollinazione: l'impollinazione avviene tramite insetti (impollinazione entomogama tramite farfalle diurne e notturne).
- Riproduzione: la fecondazione avviene fondamentalmente tramite l'impollinazione dei fiori (vedi sopra).
- Dispersione: i semi (gli acheni) cadendo a terra sono successivamente dispersi soprattutto da insetti tipo formiche (disseminazione mirmecoria). In questo tipo di piante avviene anche un altro tipo di dispersione: zoocoria. Infatti gli uncini delle brattee dell'involucro si agganciano ai peli degli animali di passaggio disperdendo così anche su lunghe distanze i semi della pianta.

## Distribuzione e habitat

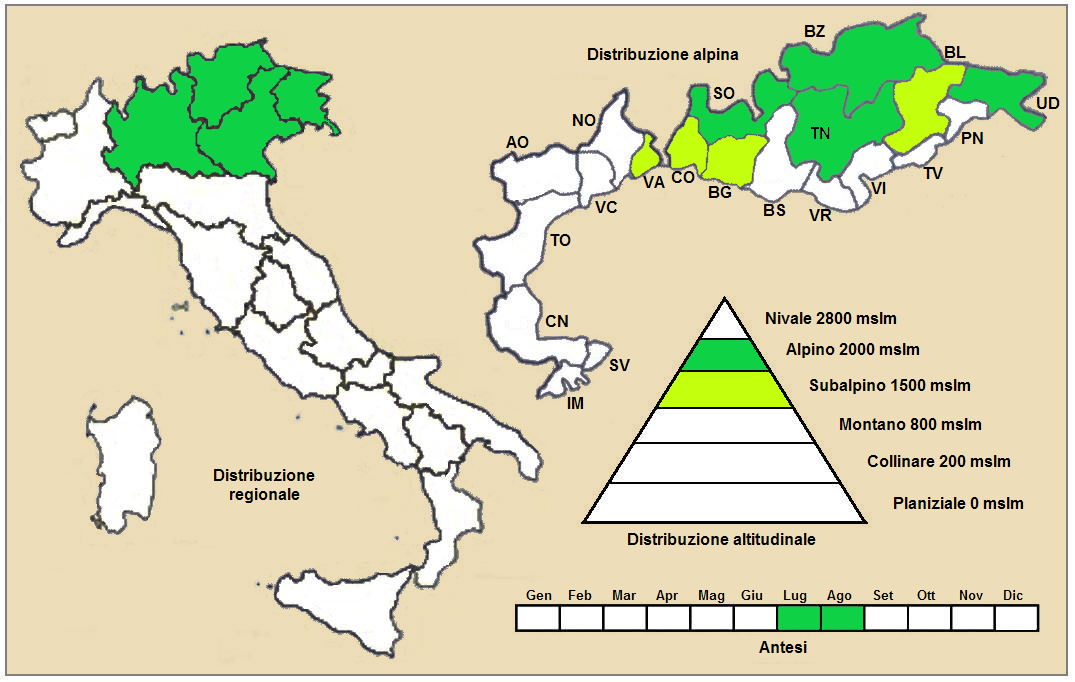
Distribuzione della pianta (Distribuzione regionale – Distribuzione alpina)

- Geoelemento: il tipo corologico (area di origine) è Endemico Alpico.
- Distribuzione: in Italia questa specie è molto rara e si trova nelle Alpi orientali. Fuori dall'Italia, sempre nelle Alpi, questa specie si trova in Svizzera, Austria e Slovenia.[18] Nel resto dell'Europa e dell'areale del Mediterraneo si trova in nell'Europa centrale e nella Penisola Balcanica.[2]
- Habitat: l'habitat preferito per queste piante sono le ghiaie consolidate e le pietraie umide. Il substrato preferito è calcareo con pH basico, bassi valori nutrizionali del terreno che deve essere mediamente umido.[18]
- Distribuzione altitudinale: sui rilievi, in Italia, queste piante si possono trovare da 2.000 fino a 2.800 m s.l.m.; nelle Alpi frequentano quindi i seguenti piani vegetazionali: alpino e in parte quello subalpino.

### Fitosociologia

#### Areale alpino
Dal punto di vista fitosociologico alpino Crepis terglouensis appartiene alla seguente comunità vegetale:
Formazione: delle comunità delle fessure, delle rupi e dei ghiaioni
Classe: Thlaspietea rotundifolii
Ordine: Thlaspietalia rotundifolii
Alleanza: Thlaspion rotundifolii

## Tassonomia
La famiglia di appartenenza di questa voce (Asteraceae o Compositae, nomen conservandum) probabilmente originaria del Sud America, è la più numerosa del mondo vegetale, comprende oltre 23.000 specie distribuite su 1.535 generi, oppure 22.750 specie e 1.530 generi secondo altre fonti (una delle checklist più aggiornata elenca fino a 1.679 generi). La famiglia attualmente (2021) è divisa in 16 sottofamiglie.

### Filogenesi
Il genere di questa voce appartiene alla sottotribù Crepidinae della tribù Cichorieae (unica tribù della sottofamiglia Cichorioideae). In base ai dati filogenetici la sottofamiglia Cichorioideae è il terz'ultimo gruppo che si è separato dal nucleo delle Asteraceae (gli ultimi due sono Corymbioideae e Asteroideae). La sottotribù Crepidinae fa parte del "quarto" clade della tribù; in questo clade è in posizione "centrale" vicina alle sottotribù Chondrillinae e Hypochaeridinae.
La sottotribù è divisa in due gruppi principali uno a predominanza asiatica e l'altro di origine mediterranea/euroasiatica. Da un punto di vista filogenetico, all'interno della sottotribù, sono stati individuati 5 subcladi. Il genere di questa voce appartiene al subclade denominato "Crepis-Lapsana-Rhagadiolus clade", composto dai generi Crepis L., 1753, Lapsana L., 1753 e Rhagadiolus Juss., 1789. Dalle analisi Crepis risulta parafiletico (per cui la sua circoscrizione è provvisoria).
Nella "Flora d'Italia" le specie italiane di Crepis sono suddivise in 4 gruppi e 12 sezioni in base alla morfologia degli acheni, dell'involucro e altri caratteri (questa suddivisione fatta per scopi pratici non ha valore tassonomico). La specie di questa voce appartiene al Gruppo 4  (gli involucri dei capolini sono privi di peli ghiandolari; gli acheni sono più o meno uniformi e senza un becco distinto ma con un apice progressivamente attenuato) e alla Sezione M (le brattee involucrali sono glabre sulla pagina interna; gli acheni hanno 10 - 15 coste).
I caratteri distintivi per la specie di questa voce sono:
- la pianta è alta 2 - 6 cm;
- il capolino è generalmente unico;
- l'involucro non è ghiandoloso;
- la pagina interna delle brattee involucrali è glabra;
- gli acheni hanno 10 - 13 coste e sono privi di un becco.

Il numero cromosomico della specie è: 2n = 12 e 18.

### Specie simili
Allo stesso gruppo e sezione appartengono le seguenti specie:
- Crepis terglouensis  A.Kern. - Radichiella del Monte Triglav: gli acheni hanno 10 - 13 coste e non sono alati; le piante sono alte 2 - 6 cm.
- Crepis nicaeensis Balbis - Radichiella nizzarda: le piante sono alte 10 – 100 cm; prima dell'antesi i capolini sono eretti; l'involucro è lungo 8 – 10 mm; il ricettacolo è cigliato; il colore dei frutti acheni è bruno-dorato e sono lunghi 2,5 - 3,8 mm.
- Crepis jacquinii  Tausch subsp. kerneri (Rech.f.) Merxm. - Radichiella di Kerner: le piante sono alte 7 – 12 cm; le brattee involucrali esterne sono alte la metà di quelle interne; i fiori sono lunghi 14 – 16 mm.

Questa specie inoltre può essere confusa con la specie Leontodon montanus. Quest'ultima si distingue per lo scapo afillo, per l'involucro cilindrico o più o meno clavato; il pappo inoltre ha delle setole piumose (forse il carattere più diverso).

### Sinonimi
Sono elencati alcuni sinonimi per questa entità:
- Apargia hyoseridifolia Less.
- Crepis hyoseridifolis  Rchb.
- Hieracium hyoseridifolium  Vill. ex Pers.
- Hieracium laciniatum  Vuk.
- Leontodon terglouensis  Hacq.
- Omalocline terglovensis  Sch.Bip.
- Soyeria hyoseridifolia  W.D.J.Koch